# Chris Elliott
Christopher Nash "Chris" Elliott (Nueva York, 31 de mayo de 1960) es un actor, comediante, y escritor estadounidense. Con una profusa carrera tanto en televisión como en cine, iniciando su trayectoria como escritor y actor con su presencia en Late Night with David Letterman, de 1982 a 1988, por cuyos guiones ganó cuatro veces consecutivas el Premio Emmy. Posteriormente, fue el creador y protagonista de la serie Get a Life. A lo largo de las siguientes décadas, tuvo destacados papeles en series muy exitosas, como su papel como Peter MacDougall en Everybody Loves Raymond (2003-2005), como Mickey, el padre de Lily Aldrin en How I Met Your Mother (2009-2014), como Chris Monsanto en Eagleheart (2011–2014),  llegando a alcanzar un gran éxito en la última década a través de su personaje en la multipremiada serie Schitt's Creek (2015-2020), que le procuró sus únicos dos premios en interpretación. 
Su carrera cinematográfica también le ha procurado personajes memorables para el gran público, en películas como Cabin Boy, There's Something About Mary, Scary Movie 2 y Groundhog Day.
Elliott también protagonizó entre 2011 y 2014 la serie de Adult Swim Eagleheart.

## Primeros años
Elliott nació en Nueva York, hijo de Lee y Bob Elliott, que era un conocido actor cómico como parte del equipo cómico Bob y Ray. Asistió al National Theater Institute en 1979.

## Vida personal
Elliott ha estado casado desde 1986 con Paula Niedert y juntos tienen dos hijas: Abby y Bridey. Abby fue contratada como miembro de Saturday Night Live para la temporada de 2008 y 2009, haciendo de Chris Elliott el primer miembro de SNL en tener una hija que también forma parte del programa. Su padre, Bob Elliott, abuelo de Abby, coprotagonizó el episodio de Navidad en 1978 y 1979. 
En el verano de 2008, Elliott y su familia regresaron a Connecticut, comprando una casa en la ciudad de Old Lyme.

## Filmografía

### Cine
| Año  | Título                                   | Papel                     | Notas                    |
| ---- | ---------------------------------------- | ------------------------- | ------------------------ |
| 1983 | Lianna                                   | Asistente de iluminación  |                          |
| 1984 | Hyperspace                               | Hooper                    |                          |
| 1985 | My Man Adam                              | Mr. Spooner               |                          |
| 1986 | Manhunter                                | Zeller                    |                          |
| 1986 | FDR: A One Man Show                      | Franklin Delano Roosevelt | Película para televisión |
| 1987 | Action Family                            | Chris                     | Película para televisión |
| 1989 | The Abyss                                | Bendix                    |                          |
| 1989 | New York Stories                         | Robber                    |                          |
| 1992 | Medusa: Dare to Be Truthful              | Andy                      | Película para televisión |
| 1993 | The Travelling Poet                      | Alan Squire               |                          |
| 1993 | CB4                                      | A. White                  |                          |
| 1993 | Groundhog Day                            | Larry                     |                          |
| 1994 | Cabin Boy                                |                           |                          |
| 1994 | Poolside Ecstasy                         | El chico de la piscina    |                          |
| 1994 | Housewives: The Making of the Cast Album | Chris                     |                          |
| 1995 | The Barefoot Executive                   | Jase Wallenberg           | Película para televisión |
| 1996 | Kingpin                                  | The Gambler               |                          |
| 1998 | There's Something About Mary             | Dom Woganowski            |                          |
| 2000 | The Sky is Falling                       | Santa Claus               |                          |
| 2000 | Nutty Professor II: The Klumps           | Mánager del restorán      | Cameo                    |
| 2000 | Snow Day                                 | Roger                     |                          |
| 2001 | Osmosis Jones                            | Bob                       |                          |
| 2001 | Scary Movie 2                            | Hanson                    |                          |
| 2006 | Scary Movie 4                            | Ezekiel                   |                          |
| 2007 | Thomas Kinkade's Home for Christmas      | Ernie Trevor              |                          |
| 2007 | I'll Believe You                         | Eugene                    |                          |
| 2009 | Dance Flick                              | Ron                       |                          |
| 2010 | Speed-Dating                             | Inspector Green           |                          |

### Televisión
- Eagleheart
- How I Met Your Mother (2009-2014, 11 episodios)
- The Nanny
- According to Jim
- The Adventures of Pete & Pete
- Everybody Loves Raymond
- The King of Queens
- Wings
- The Larry Sanders Show
- Saturday Night Live (temporada de 1994-1995)
- Get a Life
- Late Night with David Letterman
- Still Standing
- Sabrina, the Teenage Witch (temporada 1, episodio 16, "Mars Attracts")
- Dilbert - Voz de Dogbert
- Miami Vice (temporada 3, episodio 13, "Down For The Count Pt. 2")
- Code Monkeys (temporada 2, episodio 9, "Benny's Birthday")
- Law & Order: Special Victims Unit (temporada 10, episodio 4, "Lunacy")
- Jimmy Kimmel Live
- That '70s Show (temporada 7, episodio 22, "2000 Light Years From Home")
- Cursed, luego titulada The Weber Show
- Third Watch (temporada 6, episodio 115, "The Hunter, Hunted", y 116, "The Greatest Detective", como Jeffrey Barton)
- Conan
- Schitt's Creek